# 飛箭航空
飞箭航空（英語：Arrow Air）是美国一家已结业的客运和货运航空公司，总部位于迈阿密国际机场（MIA）的712号楼。倒闭前，它运行过国际和国内的定期航班，每周的定期航班上运行超过90次，并且包机业务强劲。它的枢纽机场是迈阿密国际机场。飞箭航空于2010年6月29日停止运营，7月1日申请第11章破产保护，同年被清算。

## 历史

### 加州起家
出生于1920年美国俄克拉荷马州肖尼市的美国原住民籍的乔治·E·巴切洛（George E. Batchelor）在1947年成立了飞箭航空。 该航空公司从其加利福尼亚州托伦斯的总部开始用道格拉斯DC-3运营该州的客运和货运服务。由于巴切洛认为航空运输业务存在反竞争的监管环境，该航空公司于1953年停止了定期航班运营。 但是，巴切洛继续将飞机（通常是机组人员）租赁给其他小型航空公司。
1964年，巴切洛将飞箭航空移至南佛罗里达州。因此，巴切洛被视为南佛罗里达州航空业和拉丁美洲航空货运市场的先驱，积累了可观的财富，并将其中的大部分捐献给无家可归者和儿童事业，直到2002年7月去世。

### 重整起舞

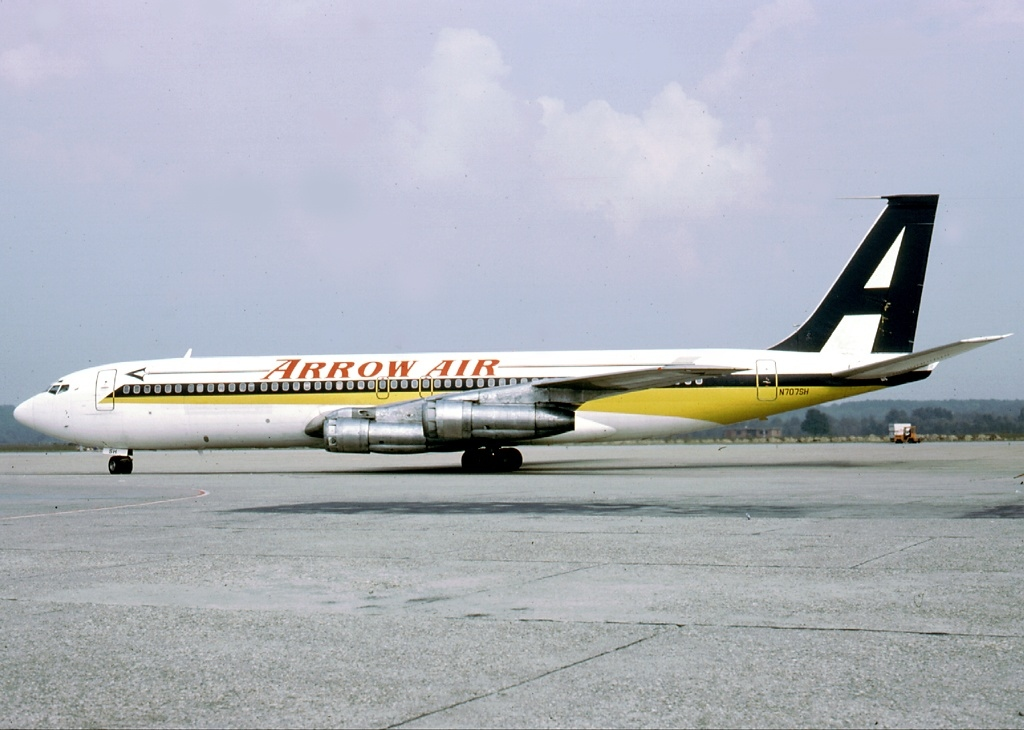
和新加坡航空混合涂装的飞箭航空波音707-320C，1982年摄于米兰-马尔彭萨机场

1981年5月26日，飞箭航空重组为落户在迈阿密的巴切洛集团旗下的包机航空公司。巴切洛集团的航空业务还包括固定基地运营商（FBO）巴切航空和飞箭的母公司国际航租。（巴切航空最终归一个雇员集团所有，并于1987年以超过3千万美元的价格卖给了格林威治航空。）飞箭航空于1982年4月增加了从加利福尼亚至蒙特哥貝开始的定期客运航线。
低票价导致该公司亏本。1984年10月，它取消了坦帕至伦敦在内的好几条航线。同时，据《航空周刊》和《太空技术》报道，该公司将其航线结构从东西向调整为北向。到1985年底，由正兴建的波多黎各圣胡安为定期航班网络的中心和枢纽，飞箭航空在圣胡安，蒙特利尔，多伦多，纽约，费城，波士顿，巴尔的摩，奥兰多，和迈阿密之间飞行。同年，超过100万人乘坐该航空飞往72个国家/地区的245个目的地，其中大多数航班是不定期的包机服务。
飞箭航空此时正在使用道格拉斯DC-8和宽体麦道DC-10飞机。像其他初创公司一样，飞箭航空将某些职能承包给了其他航空公司。联合航空在丹佛对该航空的机组人员进行了培训，而佛罗里达航空补充了巴切航空的维护工作。
该航空于1984年获得军事包机的批准，并于1985年10月赢得了与美国国防部的1380万美元合同。这仅是飞箭航空收入的一小部分。它的大部分业务来自加拿大和东海岸到波多黎各和墨西哥的定期航班。
在执行军事包机时，该公司经历了一次重大空难，这是第二起致命事故，也是其1981年重组以来的首次事故。1985年12月12日，该公司的一架DC-8飞机在纽芬兰的甘德机场起飞后不久坠毁，导致第101空降师的248名士兵和八名飞箭机组人员命丧火海。该航班源于开罗，在科隆和甘德分别中转加油。改事故导致大量负面的报道和政府对该航空公司的审查。飞箭航空于1986年2月11日申请第11章破产且裁员400名后重组。
理查德·哈伯利（Richard Haberly）于1987年被任命为飞箭航空总裁。飞箭航空的湿租业务（出租有机组人员和燃料的飞机）开始再次回升。1987年，该公司开始向波兰航空租赁DC-8，用于华沙至纽约至芝加哥的航线。它还向马绍尔群岛航空提供了一架远程道格拉斯DC-8-62CF喷气式飞机，并运行在链接偏远的太平洋岛屿与火奴鲁鲁的航线上。1991年初，飞箭航空再次携美军，目的是为即将爆发的波斯湾战争集结军力。
同时，飞箭航空的准时率高达98％，并具有很高的客户忠诚度。1990年代初期，随着联合航空和美国航空提高对拉丁美洲市场的关注度，货运价格下降了15％。经过几年的盈利后，飞箭航空在1992年和1993年再次宣布亏损。公司创始人乔治·巴切洛的继子乔纳森·D·巴切洛（Jonathan D. Batchelor）于1994年6月被任命为新董事长。
在90年代中期，飞箭航空一共有18架飞机，其中包括道格拉斯DC-8和波音727-200（其中两架为客运）。许多飞机是从刚破产的东方航空购得的。该公司于1996年开始租借洛克希德L-1011宽体飞机来替代机队中的波音727。当时机队只有9架飞机，并且包机业务已经占到了飞箭航空业务的一半。

### 1995年停飞

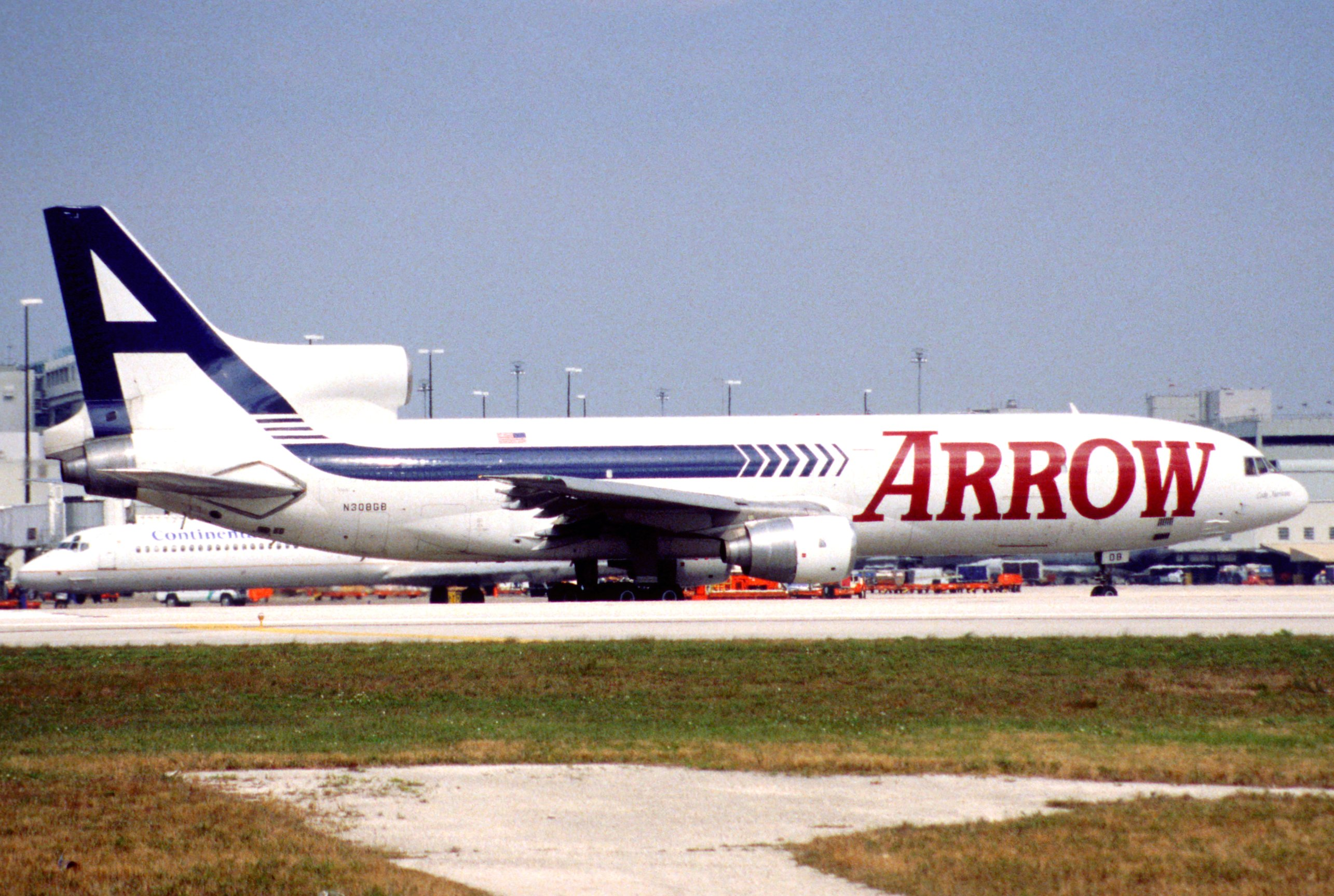
飞箭航空的洛克希德L-1011，1998年摄于迈阿密国际机场

市场环境并非飞箭航空唯一的担忧。美国联邦航空管理局（FAA）于1995年3月将其停飞，指控该公司承运人未正确记录维护情况。公司发言人反驳说，改停飞是不公平的，只是与美国联邦航空局的要求有关，即要求飞箭航空打印出其以电子存储其机队记录。公司官员将此事归咎于因失窃被解雇尔心怀不满的员工。
在危机期间，飞箭航空与其他承运商签约以处理其业务。例如，英国航空帮忙运行了俄亥俄州哥伦布和苏格兰格拉斯哥之间的航线。飞箭航空还解雇了其587名员工中的368名。在停飞期间，该航空损失了350万美元，另外还有150万美元罚款。
1995年6月，美国联邦航空局允许该公司开始再次运货。很快，飞箭航空在迈阿密国际机场的国际货运量超过了其他任何一家航空公司。它通过康涅狄格州哈特福德将圣胡安连接到东北。经由俄亥俄州哥伦布前往中西部；并通过亚特兰大到达东南。
1996年6月重组后，特伦斯·芬索（Terence Fensome）成为了总裁兼首席执行官。乔纳森·巴切洛很快再次接任总裁一职，但在1998年7月，吉列尔莫·J·“威利”·卡贝萨（Guillermo J.“ Willy” Cabeza）出任总裁兼首席运营官后，放弃了该职位而担任董事长兼首席执行官一职。卡贝萨曾是飞箭航空的运营副总裁。
飞箭航空未能从1997年的经济增长中获利。该公司当年亏损1,510万美元，收入为8,830万美元。而上一年亏损了1,130万美元，收入为6,110万美元。
该航空于1998年2月开始了从休斯敦到秘鲁和厄瓜多尔的每周一次的定期新服务。自称是“通往拉丁美洲的门户”的休斯顿在与迈阿密竞争。后者处理了该地区85％的货运量。同年，该公司的财政年度的收入为8700万美元。

### 收购与破产

换上新涂装的飞箭航空麦道DC-10，2005年摄于迈阿密国际机场

经过几年的艰难历程，飞箭航空在1999年初被法恩航空以1.15亿美元的价格从国际航租公司收购（交易于4月完成）。法恩航空的所有者法兰克（Frank Fine）和巴里·法恩（Barry Fine）计划保持飞箭的品牌，并继续强调按计划货运而不是包机货运。收购包括了13架道格拉斯DC-8喷气式飞机，四架洛克希德L-1011宽体喷气式飞机，130架喷气发动机和零配件。此次收购也使飞箭可以使用法恩的133,000平方英尺（12,400平方米）的冷藏配送设施来处理易腐品。这些易腐品成了拉丁美洲大部分货物。
不幸的是，法恩航空因其一架DC-8飞机在1997年8月发生致命事故后也一蹶不振。这破坏了该航空计划的1.23亿美元的首次公开募股。燃油成本上涨，拉丁美洲市场的下沉以及收购飞箭留下的债务加在一起，使法恩负债累累。法恩航空在2000年的收入为1.52亿美元，亏损了1.08亿美元，在2001年的1.48亿美元收入中，又损失了3600万美元。
该公司于2000年9月27日申请破产，随后与飞箭航空合并，抛弃了法恩航空的名称。法恩家族将不再控制改公司。它从2002年5月脱出第11章破产，成为由多特·卡梅隆（Dort Cameron）领导的康涅狄格州格林尼治的飞箭航空控股公司的子公司。
2001年，飞箭航空在迈阿密拥有约800名员工，在其他地区拥有200名员工，收入为1.48亿美元。机队已发展到16架DC-8和两架洛克希德L-1011。该航空还开始租赁一对麦道DC-10。据《交通世界》在2002年初报道，新的飞箭航空每月亏损300万美元，但该公司的目标还是到年底实现收支平衡。萨尔瓦多航空的撤出为飞箭提供了扩展中美洲一些东西向航线服务的机会。飞箭航空重新进入了包机业务，并通过与亚特拉斯航空，玻利维亚劳埃德航空和国际航空（AGI）等公司的合作伙伴关系实现了地域多元化。AGI成立于2001年，租用了两架波音747，将货物运到南美。它的航线补充了飞箭的航线，而该公司于2002年3月收购了AGI。在运营上，飞箭航空计划在2003年之前退役机队里的洛克希德L-1011，并在几年后用DC-10替换DC-8。2004年1月，飞箭航空申请了第11章的破产保护，但在破产法院批准其重组后于2004年6月退出。

### 战略联盟

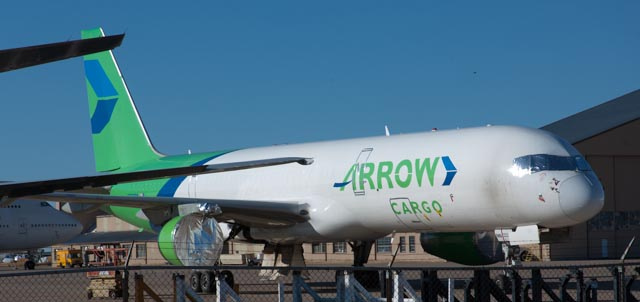
2012年存放在罗斯韦尔机场的飞箭航空波音757-200PCF

2008年3月，飞箭航空宣布与马特琳·帕特森公司结成战略联盟，后者是一家私人股权投资基金，该基金以前控制巴西的里约格朗德航空以及更名后的ATA控股（ATA航空的母公司，现已更名为全球航空控股）。截至4月，有迹象表明马特琳·帕特森将停运飞箭航空。

### 结业
飞箭航空于2010年6月30日停运。在找不到买家之后，该公司被清算。

## 洲际航线
根据全球版的《官方航空公司指南》（OAG），1983年，飞箭航空开始在美国和欧洲之间使用DC-8喷气式飞机运营定期客运服务。航线覆盖了伦敦盖特威克机场（LGW），丹佛（DEN）和坦帕（TPA）之间的直飞航班，以及迈阿密（MIA），伦敦盖特威克机场，和阿姆斯特丹（AMS）之间的直飞航班以及坦帕和阿姆斯特丹之间的直飞航班。根据同指南，该航空公司同时在纽约肯尼迪国际机场和圭亚那乔治敦之间用波音707执行直飞客运服务。到1984年，飞箭航空与苏里南航空（Surinam Airways）一起在圣胡安（SJU）和阿姆斯特丹（AMS）之间运营直航DC-8航班，当时苏里南航空公司（Surinam Airways）正在进行圣胡安与其总部在帕拉马里博之间的空中接驳服务。这些航班中没有一个是天天运营的，而是主要每周飞行几天。

## 通航城市
1985年11月14日，飞箭航空系统时间表列出了以下通航城市。该公司当时用波音727-200，道格拉斯DC-8和宽体麦道DC-10客机运营定期航班。
- 美国阿瓜迪亚
- 美国巴尔的摩
- 美国波士顿
- 美国奥兰多
- 美国迈阿密
- 美国纽约
- 美国费城
- 美国圣胡安
- 加拿大蒙特利尔
- 加拿大多伦多

上面提到的时间表随附的航线图列出了波多黎各圣胡安目前为枢纽，提供往返巴尔的摩，迈阿密，蒙特利尔，纽约市，奥兰多，费城和多伦多的直达服务，以及直接一站式服务往返波士顿。
该同样的时间表还列出了以下新的目的地，这些目的地将从1985年12月13日开始接受定期的客运服务：
- 墨西哥坎昆
- 墨西哥科苏梅尔岛
- 墨西哥梅里达
- 委內瑞拉卡拉卡斯
- 美国坦帕

### 货运通航城市
截至2005年1月，飞箭航空提供以下货运服务：
美国国内
- 亚特兰大
- 圣胡安
- 迈阿密

国际
- 墨西哥梅里达
- 秘魯伊基托斯
- 秘魯利马
- 巴拿马巴拿马城
- 圣何塞
- 圣多明各
- 智利圣地亚哥
- 海地太子港
- 加拿大温莎
- 危地马拉城
- 薩爾瓦多圣萨尔瓦多
- 圣佩德罗苏拉
- 尼加拉瓜马那瓜
- 哥伦比亚波哥大
- 哥伦比亚麦德林
- 哥伦比亚卡利
- 巴拉圭埃斯特城
- 瓜亚基尔
- 巴西马瑙斯
- 巴西萨尔瓦多
- 巴西累西腓
- 巴西坎皮纳斯

## 机队

### 破产前机队

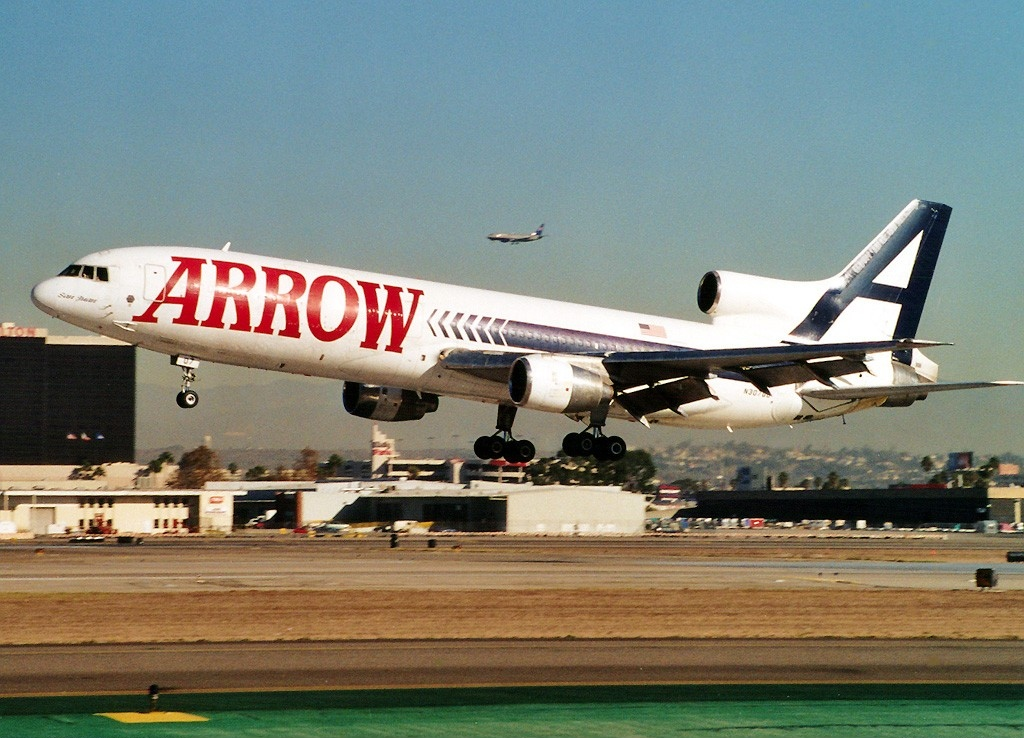
飞箭航空洛克希德L-1011-100F于1999年降落在洛杉矶国际机场

截止2009年8月1日，飞箭航空包括以下飞机：
| 机型           | 服役中 | 订单 | 备注 |
| -------------- | ------ | ---- | ---- |
| 波音757-200PCF | 3      | —    |      |
| 麦道DC-10-30F  | 3      | —    |      |
| 麦道DC-10-30CF | 1      | —    |      |
| Total          | 7      | —    |      |

### 退役机型

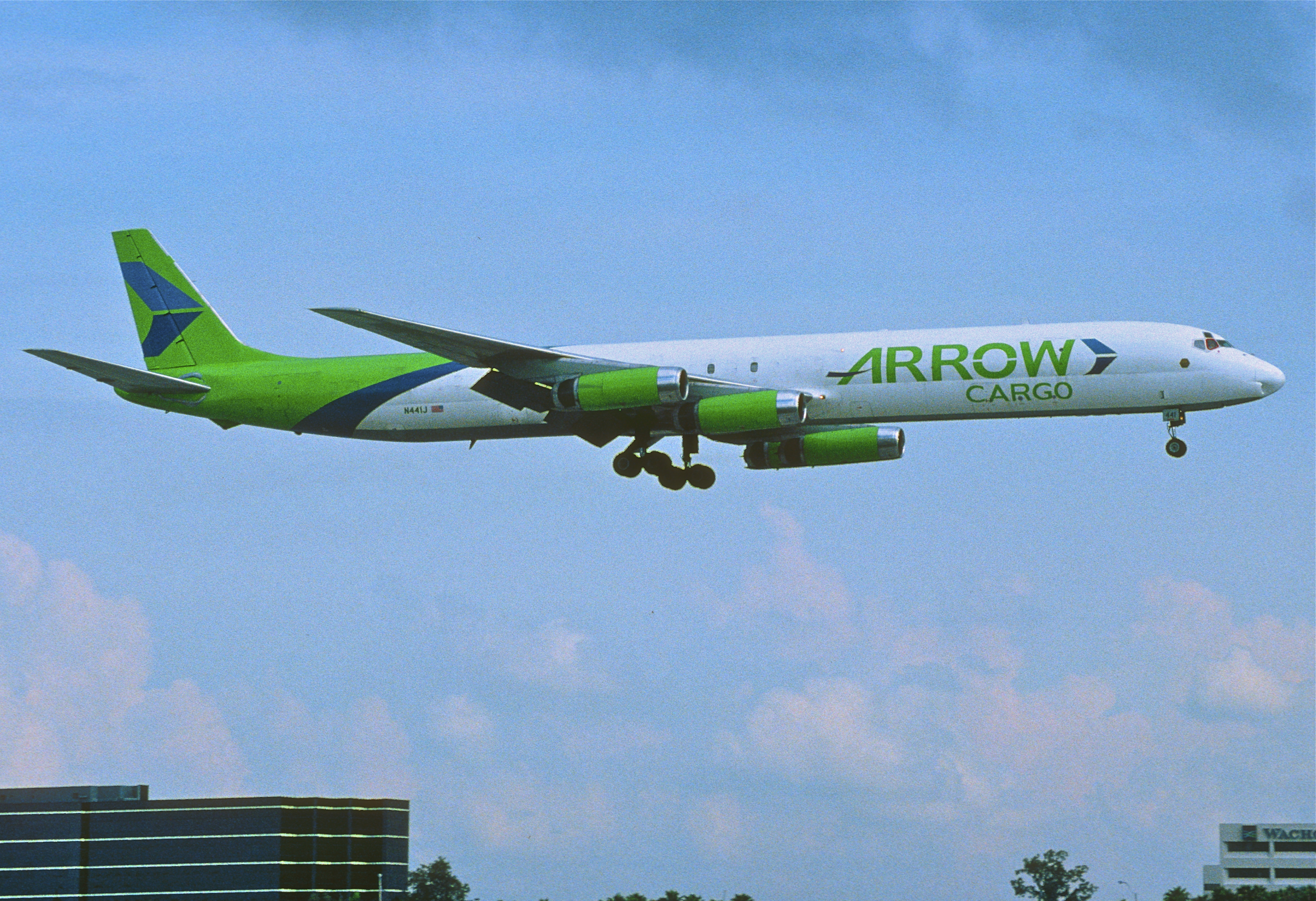
飞箭航空道格拉斯DC-8-63F于2005年降落在迈阿密国际机场

多年来，飞箭航空过去曾运营过各种飞机，包括：
| 机型                | 总数 | 服役年份 | 退役年份 | 备注               |
| ------------------- | ---- | -------- | -------- | ------------------ |
| 波音707-320C        | 11   | 1981     | 1985     |                    |
| 波音727-100C        | 2    | 1982     | 1984     |                    |
| 波音727-100F        | 1    | 1992     | 1994     |                    |
| 波音727-200         | 5    | 1985     | 1997     |                    |
| 波音727-200F        | 5    | 1985     | 1996     |                    |
| 波音747-200         | 2    | 2005     | 2005     | 租借自重点货运航空 |
| 波音757-200APF      | 1    | 2009     | 2009     |                    |
| 道格拉斯DC-8-54F    | 4    | 1981     | 2001     |                    |
| 道格拉斯DC-8-55F    | 1    | 1984     | 2086     |                    |
| 道格拉斯DC-8-62     | 5    | 1984     | 2005     |                    |
| 道格拉斯DC-8-62CF   | 2    | 1989     | 2004     |                    |
| 道格拉斯DC-8-62F    | 3    | 1983     | 2010     |                    |
| 道格拉斯DC-8-63F    | 7    | 1982     | 2010     |                    |
| 道格拉斯DC-8-73CF   | 1    | 1982     | 1984     | 转手到德国货运航空 |
| 洛克希德L-1011-100F | 4    | 1996     | 2004     |                    |
| 麦道DC-10-10        | 7    | 1983     | 2010     |                    |
| 麦道DC-10-40        | 3    | 2006     | 2010     |                    |

## 涂装
当飞箭航空用老涂装是，机尾上有一个大的深蓝色“A”字，其中一条腿沿着机身位于窗平面以下延伸成一条线，一直延伸到驾驶舱窗户下方的机头。飞机的其余部分为白色，窗户上方的“飞箭航空”Logo为红色。 在2004年到停止运营之时，该航空涂装包括前机身为白色的机身，飞机后部为蓝色和绿色，绿色的“飞箭航空”Logo以及前部附近的蓝色徽标。N140WE是一架全白的飞机。

## 飞行事故
- 1949年12月7日：一架注册号为N60256的飞箭航空道格拉斯DC-3在奥克兰飞往萨克拉曼多途中由于恶劣天气撞地坠毁。机上所有人员（六名乘客和三名机组人员）无一幸存，包括巴切洛的26岁爱妻洛林和2岁儿子乔治。虽然报告的高度为4,000英尺，飞机却坠毁在800英尺高空的地形中；坠机原因从未确定是由于飞行员错误还是仪器故障引起的。[19]
- 1985年12月12日：一架注册号为N950JW飞箭航空道格拉斯DC-8-63CF在运营飞箭航空1285号航班载着美国军方乘飞机回家过圣诞节时，在纽芬兰起飞不久后坠毁，机上所有256名乘客和机组人员丧生。
- 2002年12月13日，由飞箭航空运营的道格拉斯DC-8-62F执行日本横田空军基地飞往新加坡樟宜机场的航班在准备降落在20R跑道。由于降落期间副驾驶与机长之间的沟通不畅，当飞机降落时，仅剩下约1,500米的跑道可用。飞机越过跑道，冲出其尽头约300米后才停下。
- 2004年，储存在迈阿密国际机场的飞箭航空洛克希德L-1011被飓风摧毁。飞机当时已经退役，正在等待新的买家。
- 2006年6月4日：从迈阿密飞往马那瓜的一架麦道DC-10-10F（注册号N68047）在降落是速度过快，无法在跑道尽头前停下来。飞机越过跑道末端约350米（1,150英尺），导致其前起落架坍塌，飞机机翼上的发动机严重损坏，并且油箱破裂。[20]
- 2009年3月26日，一架麦道DC-10F的机尾引擎在直飞马瑙斯至波哥大途中在马瑙斯上空掉落零件。发动机零件掉入城市，损坏了12座房屋。飞机成功降落在哥伦比亚波哥大的埃尔多拉多国际机场。这一事件没造成受伤或丧生。[21][22]